# Mark Wright (football)
Pour les articles homonymes, voir Mark Wright.
Mark Wright, né le 1er août 1963 à Berinsfield (Angleterre), est un footballeur anglais, qui évoluait au poste de défenseur à Liverpool et en équipe d'Angleterre.
Wright a marqué un but lors de ses quarante-cinq sélections avec l'équipe d'Angleterre entre 1984 et 1996. Il participe à l'Euro 1988, à la Coupe du monde 1990 et à l'Euro 1992.

## Carrière
- 1980-1982 : Oxford United  Angleterre
- 1982-1987 : Southampton  Angleterre
- 1987-1991 : Derby County  Angleterre
- 1991-1998 : Liverpool  Angleterre[1]

## Palmarès

### En équipe nationale
- 45 sélections et 1 but avec l'équipe d'Angleterre entre 1984 et 1996.
- Quatrième de la Coupe du monde de football de 1990.
- Participation à l'Euro 1988 et à l'Euro 1992.

### Avec Liverpool
- Vainqueur de la Coupe d'Angleterre de football en 1992.